# Rudi Arndt
Rudi Arndt (1 marca 1927 w Wiesbaden, zm. 14 maja 2004 koło Kijowa, Ukraina) – polityk niemiecki.
Wieloletni działacz SPD. W latach 1971–1977 był nadburmistrzem Frankfurtu nad Menem, 1979–1989 członkiem Parlamentu Europejskiego. Pełnił także funkcję ministra finansów w rządzie landu Hesja (pod kierownictwem premiera Alberta Oswalda).
Otrzymał przydomek Dynamit-Rudi; był przeciwnikiem odbudowy Starej Opery we Frankfurcie (zburzonej w czasie bombardowań wojennych), planował wysadzenie pozostałości budynku w powietrze i budowę w jego miejsce nowoczesnego obiektu. Ostatecznie jednak w 1981 odbudowaną operę otwarto.